# Dünentod – Tod auf dem Meer
Dünentod – Tod auf dem Meer ist die dritte Folge aus der Krimi-Reihe Dünentod – Ein Nordsee-Krimi von Dominic Müller aus dem Jahr 2024. Er basiert auf dem Roman Dünenkiller von Sven Koch. Die Hauptrollen spielen Hendrik Duryn und Pia Micaela Barucki. Die Erstausstrahlung erfolgte am 23. Januar 2024 bei RTL unter dem Label Tödlicher Dienstag.

## Handlung
Tjark Wolf und Femke Folkmer werden zu einem Leichenfund gerufen. Die Seenotrettung hat eine führerlose Segelyacht gesichert und den Skipper, Fondsmanager Niklas Rauschenberger, dort erstochen aufgefunden. Aisa Terloy, eine junge Frau, die mit an Bord war, wurde mit Stichverletzungen in eine Klinik gebracht. Die Begutachtung des Tatorts lässt auf einen Streit der beiden Beteiligten schließen, der eskaliert ist. Wolf findet es jedoch merkwürdig, dass eine Frau sich so massiv zur Wehr setzen und ihren vermeintlichen Angreifer töten konnte. Eine erste Befragung der Frau scheitert, da sie kaum deutsch spricht. Wolf fallen in der Klinik jedoch zwei verdächtige Männer auf, die sogleich vor ihm fliehen. Aisa Terloy, die offensichtlich Angst hat, wird von Wolf in ein Safe-House gebracht. Da sie jedoch ihr Handy eingeschaltet hat, können ihre Verfolger sie ausfindig machen. Sie dringen bewaffnet in das Haus ein, überwältigen Wolf, scheitern aber an Terloy, die sich gekonnt zur Wehr setzt und einen der Angreifer erschießt. Dem zweiten Mann gelingt die Flucht und auch Terloy flieht aus dem Haus. Später erschießt sie jedoch auch diesen Mann, als er sie erneut ausfindig macht und mit einer Pistole bedroht.
Tjark Wolf und Femke Folkmer sind sich darüber einig, dass der Vorfall auf der Yacht mehr zu bedeuten hat, denn nun wird auch der Arbeitgeber des Opfers brutal erschlagen aufgefunden. Niklas Rauschenberger hatte in seiner Funktion als Fondmanager zuletzt an der Finanzierung eines Windparks vor den Ostfriesischen Inseln gearbeitet. Offensichtlich hatte Rauschenberger das fragwürdige Konzept dieses speziellen Parks herausgefunden, der offensichtlich auf Steuerhinterziehung ausgelegt ist, und die Betreiber erpresst. Daher hatte er ihnen nicht alle Investoren für den Windpark bekannt gegeben. Einer dieser Investoren ist der Vermögensberater Gerrit Hansen, der über Rauschenberger und mit Wissen der Bank Schwarzgeld in den Windpark investiert hat, was auch ihn durch Rauschenberger erpressbar machte. Somit setzte Hansen seine Geliebte Aisa Terloy und auch seinen kriminellen Bruder Raik auf Rauschenberger an, was nicht vollständig zum Ziel führte, da auch Terloy sterben sollte. Als sie dies herausfindet, droht sie in ihrer Wut Hansen zu erschießen. Wolf kann sie davon abbringen, da sie bisher nur aus Notwehr getötet hatte und dafür nicht bestraft werden wird. Hansen hingegen muss sich für seine Taten und die Anstiftung zum Mord juristisch verantworten.

## Hintergrund
Die Dreharbeiten zu Die Frau am Strand erfolgten vom 27. Juni bis zum 24. August 2023 in Ostfriesland sowie in Berlin. Der Film basiert auf dem Kriminalroman Dünenkiller von Sven Koch, was auch als Arbeitstitel für die Dreharbeiten benutzt wurde.

## Kritik
Tilmann P. Gangloff schrieb für Tittelbach.tv: „Im Vergleich zu den fesselnden Premierenthrillern Anfang 2023 wirkt der Auftakt zur neuen ‚Dünentod‘-Trilogie (RTL / MadeFor) zwei Nummern kleiner, selbst wenn die Geschichte durchaus interessant ist: Auf einer Segelyacht werden eine verletzte Frau und ein erstochener Mann entdeckt. Was auf dem Schiff passiert ist, bleibt lange Zeit völlig offen. Schließlich stellt sich zwar heraus, dass es im Hintergrund um Korruption und Erpressung geht, aber die Handlung ist längst nicht so komplex wie andere Romanverfilmungen. Die Umsetzung ist ebenfalls etwas spannungsarm; für Nervenkitzel sorgt vor allem die Musik. Einige Nebendarsteller sind zudem eher bemüht als talentiert. Nach wie vor reizvoll und sehenswert sind hingegen Hendrik Duryn und Pia Barucki, zumal das Drehbuch eine Romanze zwischen dem Duo von der Kripo Wilhelmshaven frühzeitig ausschließt.“
Oliver Armknecht von film-rezensionen.de meinte: Der Film sei nur mäßig spannend, „der Inhalt [besteht] aus zahlreichen Klischees, die Figuren sind stereotyp. Am ehesten gefällt noch das Zwischenspiel in dem Ermittlerduo. Aber auch das ist nicht genug, um die öden kriminellen Machenschaften eines Unternehmens auszugleichen. Grundsätzlich erfüllt ‚Dünentod – Ein Nordsee-Krimi: Tod auf dem Meer‘ zwar schon irgendwie seinen Zweck. Bei dem Versuch, das Erfolgsrezept der öffentlich-rechtlichen Sender zu kopieren, hätte man sich sicherlich aber auch bemühen dürfen mehr zu liefern als nur eine weitere Krimireihe von der Stange. Da hilft dann auch das Nordseesetting nicht mehr, das inzwischen von zu vielen verwendet wird.“